# Zingiber skornickovae
Zingiber skornickovae là một loài thực vật có hoa trong họ Gừng. Loài này được Lý Ngọc Sâm miêu tả khoa học đầu tiên năm 2016.

## Mẫu định danh
Mẫu định danh: Lý Ngọc Sâm Lý-688; thu thập ngày 13 tháng 8 năm 2015 tại suối Gia Quỳ, cao độ 298 m, tọa độ 14°51′43″B 108°48′6″Đ / 14,86194°B 108,80167°Đ, núi Dầu, thôn Trường Lệ, xã Hành Tín Đông, huyện Nghĩa Hành, tỉnh Quảng Ngãi, Việt Nam. Mẫu holotype lưu giữ tại Viện Sinh học Nhiệt đới tại TP. Hồ Chí Minh (VNM), các isotype lưu giữ tại Bảo tàng Lịch sử Tự nhiên Quốc gia Pháp (P), Vườn Thực vật Singapore (SING).

## Từ nguyên
Tính từ định danh skornickovae là để vinh danh tiến sĩ Jana Leong-Škorničková, nhà thực vật học tại Vườn Thực vật Singapore.

## Phân bố
Loài này có tại tỉnh Quảng Ngãi, Việt Nam.

## Phân loại
Z. skornickovae thuộc tổ Cryptanthium, có quan hệ họ hàng gần nhất với Z. thorelii và Z. recurvatum.